# 하디의 부등식
하디의 부등식(Hardy's inequality, -不等式)은 영국의 수학자인 고드프리 해럴드 하디가 1920년 제시한 부등식이다. 이 부등식은 하디-리틀우드-포여 정리 및 민코프스키 부등식의 따름정리로 얻을 수 있으며, 칼레만의 부등식 등 여러 부등식을 증명하는 데 사용된다. 크게 두 가지 형태로 쓸 수 있다.

## 대수적 형태
{\displaystyle {a_{i}}}를 0으로 수렴하는 양의 실수열이라 하고, p>1이라 하자. 그러면 다음 부등식이 성립한다.
- {\displaystyle \sum _{n=1}^{\infty }\left({\frac {\sum _{i=1}^{n}a_{i}}{n}}\right)^{p}\leq \left({\frac {p}{p-1}}\right)^{p}\sum _{n=1}^{\infty }a_{n}^{p}}

## 적분 형태
f가 실수 상의 음이 아닌 값을 갖는 적분가능함수이고 1<p<∞이라 할 때, 다음 두 부등식이 성립한다.
1. {\displaystyle \int _{0}^{\infty }\left({\frac {1}{x}}\int _{0}^{x}f(t)\,dt\right)^{p}\,dx\leq \left({\frac {p}{p-1}}\right)^{p}\int _{0}^{\infty }f(x)^{p}\,dx.}
2. {\displaystyle \int _{0}^{\infty }\left(\int _{x}^{\infty }{\frac {1}{t}}f(t)\,dt\right)^{p}\,dx\leq \left({\frac {p}{p-1}}\right)^{p}\int _{0}^{\infty }f(x)^{p}\,dx.}

여기서 첫 번째 부등식은 p=∞일 때도 성립한다.

## 같이 보기
- 하디-리틀우드-포여 정리
- 칼레만의 부등식

## 참고 문헌
- 방현수, 《실해석 & 함수해석학》, 교우사, 2002